# Ischnafiorinia bambusae
Ischnafiorinia bambusae är en insektsart som först beskrevs av William Miles Maskell 1897.  Ischnafiorinia bambusae ingår i släktet Ischnafiorinia och familjen pansarsköldlöss. Inga underarter finns listade i Catalogue of Life.